# Aspalathus repens
Aspalathus repens är en ärtväxtart som beskrevs av Rolf Martin Theodor Dahlgren. Aspalathus repens ingår i släktet Aspalathus och familjen ärtväxter. Inga underarter finns listade i Catalogue of Life.